# Cornellà del Terri
Cornellà del Terri (em catalão e oficialmente) ou Cornellá del Terri (em castelhano) é um município da Espanha na comarca de Pla de l'Estany, província de Girona, comunidade autónoma da Catalunha. Tem 27,8 km² de área e em 2021 tinha 2 422 habitantes (densidade: 87,1 hab./km²).

## Demografia
| Variação demográfica do município entre 1991 e 2004 | Variação demográfica do município entre 1991 e 2004 | Variação demográfica do município entre 1991 e 2004 | Variação demográfica do município entre 1991 e 2004 |
| --------------------------------------------------- | --------------------------------------------------- | --------------------------------------------------- | --------------------------------------------------- |
| 1991                                                | 1996                                                | 2001                                                | 2004                                                |
| 1800                                                | 1806                                                | 1870                                                | 1992                                                |